# Heinrich Matthes
Pour les articles homonymes, voir Matthes.
Heinrich Arthur Matthes (11 janvier 1902 - 16 décembre 1978) est un commandant SS allemand pendant la Seconde Guerre mondiale. Il a servi en tant que commandant adjoint du camp d'extermination de Treblinka pendant la phase de l'Aktion Reinhard.

## Biographie
Matthes est né en 1902 à Wermsdorf, près de Leipzig, d'un père infirmier. Matthes a fréquenté l'école primaire publique pendant huit ans avec pour objectif de devenir tailleur. Il changea d'avis et entame des études d'infirmier qu'il effectue à Sonnenstein. Après avoir obtenu son diplôme, il travaille dans les hôpitaux d'Arnsdorf et de Bräunsdorf. C'est durant cette période qu'il se marie et a une fille. Au début de 1934, il rejoint le parti nazi et la SA. Lorsque la Seconde Guerre mondiale éclate, Matthes est enrôlé dans l'armée. Après environ deux ans de service militaire, Matthes est recruté par du personnel de l'Aktion T4, un programme nazi parrainé par l'État visant à exterminer les personnes handicapées. Il travaille ensuite dans le laboratoire photographique T4 puis dans l'unité T4 de l'organisation Todt en Russie.
En août 1942, Matthes est envoyé dans la réserve de Lublin, où il est rapidement muté dans la SS avec le grade de Scharführer (sergent), mobilisé pour l'Aktion Reinhard au cours duquel il rejoint le camp d'extermination de Treblinka. Il y est nommé commandant en chef du camp II (zone d'extermination) et des chambres à gaz.
Matthes était obsédé par la propreté. Au sein du camp, il fait régner une discipline de fer. À l'automne de 1942, à la fin d'une journée de travail, Matthes tire sur deux prisonniers, leur reprochant de n'avoir pas correctement nettoyé la civière avec laquelle ils transportaient des cadavres. À l'hiver 1942-1943, une épidémie de typhus se déclare à Treblinka. Il fait exécuter huit détenus malades au Lazarett et pendant l'hiver, abat le prisonnier Ilik Weintraub pour avoir bu l'eau du puits pendant son travail.
Jeremy Rajgrodzki, prisonnier du camp, se souvient de Matthes :
« Il avait l'habitude de frapper les prisonniers avec un regard complètement inexpressif et apathique, comme si les coups faisaient partie de sa routine quotidienne. Il veillait toujours à ce que la zone de l'appel matinal soit toujours extrêmement propre. Un des prisonniers devait balayer le sable toute la journée sur la place, et il devait le faire minutieusement. »
À l'automne de 1943, Matthes est transféré au camp d'extermination de Sobibor. Il rejoint ensuite l'Italie où il sert à Trieste avec plusieurs collaborateurs de l'opération Reinhard. En 1944, il travaille dans le camp de Risiera di San Sabba avant de prendre la fuite à la fin de la guerre. Débusqué, il est condamné à l'emprisonnement à vie en 1965 durant le procès de Treblinka. Mathes est mort en prison en 1978. 

## Témoignages au procès
« Pendant tout le temps que j'ai passé à Treblinka, j'ai servi dans le camp supérieur. Le camp supérieur était la partie de Treblinka avec les chambres à gaz, où les Juifs ont été tués et leurs cadavres ont été déposés dans de grandes fosses, puis brûlés. Environ quatorze Allemands travaillaient dans le camp supérieur. Il y avait deux Ukrainiens en permanence dans le camp supérieur. L'un d'eux s'appelait Nikolay Shalayev, l'autre était un homme de petite taille, je ne me souviens plus de son nom... Ces deux Ukrainiens qui vivaient dans le camp supérieur servaient dans les chambres à gaz. Ils s'occupaient également de la salle des machines lorsque Fritz Schmidt s'absentait. Habituellement, ce Schmidt était responsable de la salle des machines. À mon avis, dans la vie civile, il était mécanicien ou chauffeur. Il venait de Pirna... J'ai effectué l'appel des Juifs qui travaillaient dans le camp supérieur, ils étaient 200 à 300. Ils ont emporté les cadavres et les ont ensuite brûlés. D'autres devaient casser les dents en or des cadavres. Quand on m'a demandé si un groupe de travail spécial avait examiné les cadavres à la recherche de bijoux et d'objets de valeur cachés, j'ai répondu: "À ce sujet, je ne sais pas". »
« Dans le camp supérieur, dans la zone des chambres à gaz, se trouvaient six à huit Ukrainiens. Ces Ukrainiens étaient armés de fusils. Certains d'entre eux portaient également des fouets en cuir... Les personnes acheminées vouées à la mort étaient forcées de pénétrer dans la chambre à gaz. Plus tard, pendant l'été 1942, des nouvelles chambres à gaz ont été construites. Je pense qu'elles ne sont devenus opérationnelles qu'à l'automne. Au total, six chambres à gaz étaient opérationnelles. Selon mon estimation, environ 300 personnes pouvaient entrer dans chaque chambre à gaz ; les gens entraient sans résistance. Lorsqu'elle était pleine, les gardes ukrainiens poussaient les derniers à l'intérieur à l'aide de leurs crosses de fusil... Fermés pendant une trentaine de minutes, les deux Ukrainiens qui se trouvaient dans la salle des machines pénétrèrent dans la chambre par l'autre côté lorsque Schmidt stoppa le gazage,. »
« Un SS-Oberscharführer ou Hauptscharführer Herbert Floss est arrivé à ce moment-là [novembre 1942], qui, je suppose, doit avoir déjà séjourné dans un autre camp. Il a ensuite fait construire l'installation pour brûler les cadavres. L’incinération était réalisée en plaçant des rails de chemin de fer sur des blocs de béton. Les cadavres étaient entassés sur ces rails, du bois de pinceau placé sous les rails et le bois était imbibé d'essence. De cette manière, non seulement les cadavres récemment gazés ont été brûlés, mais également ceux qui ont été exhumés des fosses,. »